# Pedro Pablo Nolet
Pedro Pablo Nolet Canto (Avilés, 1970) es un atleta español de origen africano, internacional en numerosas ocasiones con la selección española en la década de los 90 y 2000. Considerado el mejor velocista asturiano de todos los tiempos y uno de los grandes referentes en la velocidad española.
Tras su etapa como atleta sénior, donde alcanzó numerosos títulos nacionales, Pedro Pablo se dedicó al mundo de la nutrición y culturismo en conocidos gimnasios como DreamFit.
Actualmente, como veterano, se entrena y dirige un grupo puntero de velocistas en su ciudad de origen, Oviedo, conocido como Nolet Track Program y del que ya destacan varios atletas como Iñaki Cañal García (100 metros lisos), Luis Álvarez Gómez (200 metros) o Manuel Palanco Lorenzo (200 metros).

## Títulos conseguidos y competiciones
Ha sido dos veces campeón de España de los 100 m (1993 y 1999). Campeón de España de los 200 metros (1994). Subcampeón de España de los 100 metros (2000). Bronce en los 100 metros (1996-2001).
Participó en los mundiales de atletismo de Stuttgart  (1993) en 100 m y 200 m, Gotemburgo 95 en 4 x 100 y de Sevilla (1999) en 100 m. Juegos Olímpicos de Atlanta, Diploma olímpico (1996) Reserva en el relevo de 4 × 100 m . Juegos Mediterráneos: bronce 4 x 100 metros (1993-2001).
En el año 2016 consiguió el subcampeonato del Reino Unido en 100 m categoría m45 en Birmingham (septiembre). Récord de España máster en 100 m y 60 m, subcampeón de Europa Master en 60 m 2018.

## Marcas personales
- 60: 6.71. (6.3 manual)recod de España manual
- 100: 10.35 (10.22 +2.1) (1999)
- 200: 20.91 (1993).(20,59 +3'1) (1997)

Récords de España:
- +35 60 m 6.88
- +40 60 m 7.11
- +40 100 m 10.89